# Индила
Адила́ Седрая (фр. Adila Sedraïa; род. 26 июня 1984, Париж, Франция), сценическое имя Indila (читается Индила́) — французская певица и автор песен. Её музыкальный стиль представляет собой смесь поп-музыки, хип-хопа и R&B. Наиболее известна песнями «Dernière danse», «Tourner Dans Le Vide», «Ainsi bas la vida».
Её альбом Mini World, изданный 25 февраля 2014, в течение 12 недель входил в первую тройку во французском хит-параде (из них — 3 недели на первом месте).
Песня «Dernière danse», представленная в декабре 2013, достигла во Франции 2-го места в SNEP, а в мае 2023 стала первой музыкальной композицией на французском языке, клип которой набрал 1 миллиард просмотров на YouTube. Последующий сингл «Tourner dans le vide» вошёл во французский Топ-10.
Индила сотрудничает с другими французскими музыкантами, такими как Амир, Nessbeal, Сопрано и Юссуфа в части вокала и написания текста.

## Биография
Адила Седрая родилась 26 июня 1984 года в Париже (Франция). Певица называет себя «Дитя мира»: в ней течёт индийская, алжирская, камбоджийская, египетская кровь. Индила говорит, что её сценическое имя происходит от пылкой любви к Индии.
До начала своей певческой карьеры она работала экскурсоводом в Marché international de Rungis. Певица утверждает, что наибольшее влияние на её становление оказало творчество Энрико Масиаса, Майкла Джексона, Исмаэль Ло, Варды Аль-Джазайрии, Латы Мангешкар.
Встреча Индилы с музыкальным продюсером Skalpovich позволила ей войти в мир рэпа и, в конечном итоге, наладить сотрудничество с несколькими французскими рэперами. Начала исполнительница свою музыкальную карьеру примерно в 2009 году, предоставив вокал для «Invitaation» Vitaa, «Trinité» L’Algérino, «Thug Mariage» Rohff, «Hiro» Сопрано и сочинив «J’ai besoin d’y croire», которую исполнил Admiral T. Песня «Hiro» достигла 26-го места в чартах Франции.
В ноябре 2013 года Индила выпустила свой первый сингл — Dernière danse («последний танец») который быстро обрёл успех. Он вошёл в топ-10 французских чартов 4 января 2014 года и достиг 2-го места 18 января, где оставался до конца недели 22 марта. Песня оставалась в топ-200 во Франции до апреля 2015 года, в общей сложности 77 недель в топ-200. Она также имела успех за пределами Франции; к концу февраля 2014 года «Dernière danse» стала песней номер один на iTunes в Греции и Румынии, а также песней номер два на iTunes в Турции. Музыкальный клип «Dernière danse», выпущенный 4 декабря 2013 года, достиг 100 миллионов просмотров 30 июля 2014 года, а 22 мая 2023 композиция стала первым в истории клипом на французском языке, достигшим 1 миллиарда просмотров на YouTube.
В феврале 2014 года Indila выпустила свой первый альбом Mini World, который был спродюсирован компанией Skalp. Помимо Dernière danse, два других сингла с альбома достигли топ-20 в чартах Франции: «Tourner dans le vide» («Танец в пустоте»), который достиг 13-го места, и «S.O.S», который достиг 8-го места. Альбом был самым продаваемым альбомом во Франции на неделе его дебюта и оставался в топ-10 самых продаваемых альбомов до конца недели 11 октября. Лимитированная CD/DVD версия «Mini World» была выпущена в ноябре 2014 года с двумя новыми песнями: оркестровые версии «Tourner dans le vide» и «Love story», акустическая версия «S.O.S» и видеозаписи живых выступлений нескольких треков с альбома. Второй ограниченный выпуск «Mini World» в феврале 2015 года содержал десять треков из оригинального релиза, две новые песни из первого ограниченного выпуска и ещё одну новую песню. «Mini World» обрел успех как во Франции, где он стал третьим самым продаваемым альбомом 2014 года, так и за пределами страны, став бестселлером 2014 года в Польше и Бельгии.
В октябре 2014 года получила музыкальную премию MTV Europe Music Award, как лучшая французская исполнительница 2014 года, а в феврале 2015 её альбом «Mini world» выиграл премию «Лучший новый альбом года» на 30-м Victoires de la Musique. Индила была одним из десяти исполнителей, получивших премию European Border Breakers Award в 2015 году.
23 августа 2019 года вернулась с новым синглом «Parle à ta tête» («поговори с головой»). 14 ноября 2019 года был выпущен музыкальный клип на песню «Parle à ta tête».

## Дискография

### Альбомы
| Альбом                                                                              | Места в чартах | Места в чартах | Места в чартах | Места в чартах | Места в чартах |
| Альбом                                                                              | FR             | BEL (Vl)       | BEL (Wa)       | GER            | SWI            |
| ----------------------------------------------------------------------------------- | -------------- | -------------- | -------------- | -------------- | -------------- |
| Mini World - Дата релиза: 24 февраля 2014 - Лейбл звукозаписи: Capitol Music France | 1              | 16             | 1              | 32             | 11             |

### Синглы
| Год  | Сингл                  | Чарты | Чарты | Чарты    | Чарты    | Чарты | Чарты | Чарты | Чарты | Чарты | Альбом     |
| Год  | Сингл                  | FR    | AUT   | BEL (Vl) | BEL (Wa) | GER   | SWI   | Гре   | Изр   | Тур   | Альбом     |
| ---- | ---------------------- | ----- | ----- | -------- | -------- | ----- | ----- | ----- | ----- | ----- | ---------- |
| 2013 | «Dernière danse»       | 2     | 72    | 5        | 2        | 47    | 15    | 1     | 1     | 1     | Mini World |
| 2014 | «Tourner dans le vide» | 13    | —     | —        | 24       | —     | —     | —     | —     | —     | Mini World |

### Другие песни в чартах
| Год  | Песня                 | Место в чарте | Альбом     |
| Год  | Песня                 | Франция       | Альбом     |
| ---- | --------------------- | ------------- | ---------- |
| 2014 | «Love story»          | 73            | Mini World |
| 2014 | «S.O.S»               | 81            | Mini World |
| 2014 | «Tu ne m’entends pas» | 116           | Mini World |
| 2014 | «Boîte en argent»     | 121           | Mini World |
| 2014 | «Mini World»          | 136           | Mini World |
| 2014 | «Run Run»             | 137           | Mini World |
| 2014 | «Ego»                 | 149           | Mini World |
| 2014 | «Comme un bateau»     | 153           | Mini World |

### В качестве соавтора
| Год  | Сингл                                        | Место в чарте | Место в чарте | Место в чарте | Альбом      |
| Год  | Сингл                                        | FR            | BEL (Wa)      | SWI           | Альбом      |
| ---- | -------------------------------------------- | ------------- | ------------- | ------------- | ----------- |
| 2010 | «Criminel» (TLF feat. Indila)                | —             | —             | —             | Renaissance |
| 2010 | «Poussière d’empire» (Nessbeal feat. Indila) | —             | —             | —             | NE2S        |
| 2010 | «Hiro» (Soprano feat. Indila)                | 26            | 27            | —             | La colombe  |
| 2011 | «Thug Mariage» (Rohff feat. Indila)          | —             | —             | —             | La cuenta   |
| 2012 | «Dreamin'» (Youssoupha feat. Indila)         | 14            | 8* (Ultratip) | 65            | Noir désir  |
| 2015 | «Garde L'équilibre» (H Magnum feat. Indila)  | 96            | —             | —             | Gotham City |
| 2020 | «Carrousel» (Amir feat. Indila)              | —             | —             | —             | Ressources  |
| 2023 | «Roi 2 cœurs»(Zaho feat. Indila)             | 104           | —             | —             | Ressources  |

## Авторы текстов
- 2010: «Poussière d’empire» by Nessbeal feat. Indila
- 2010: «J’ai besoin d’y croire» by Admiral T feat. Awa Imani
- 2010: «Thug mariage» by Rohff feat. Indila
- 2011: «Bye Bye Sonyé» by DJ Abdel feat. Indila
- 2012: «Avec toi» by Axel Tony[англ.] featuring Tunisiano (credited as Adila Serdaia)
- 2012: «Plus haut» by M. Pokora
- 2012: «Plus jamais» by Sultan
- 2012: «Dreamin'» by Youssoupha feat. Indila & Skalpovitch
- 2013: «Ma reine» by Axel Tony feat. Admiral T
- 2013: «Dernière Danse» by Indila
- 2014: «Tourner dans le vide» by Indila
- 2019: «Parle à ta tête» by Indila